# Air Dolomiti
Air Dolomiti L.A.R.E. S.p.A — итальянская авиакомпания, основанная в Вероне, базируется в аэропорту Вероны и Международном аэропорту Мюнхена. C 2003 100 % акций компании принадлежит Deutsche Lufthansa AG.

## История
Была основана в январе 1989 года. Название компании происходит от горного массива в Восточных Альпах — Доломитовые Альпы (итал. Alpi Dolomiti).

## Воздушный флот
| Модель самолёта | Количество |
| --------------- | ---------- |
| Embraer E-195   | 12         |